# Rowy (województwo pomorskie)

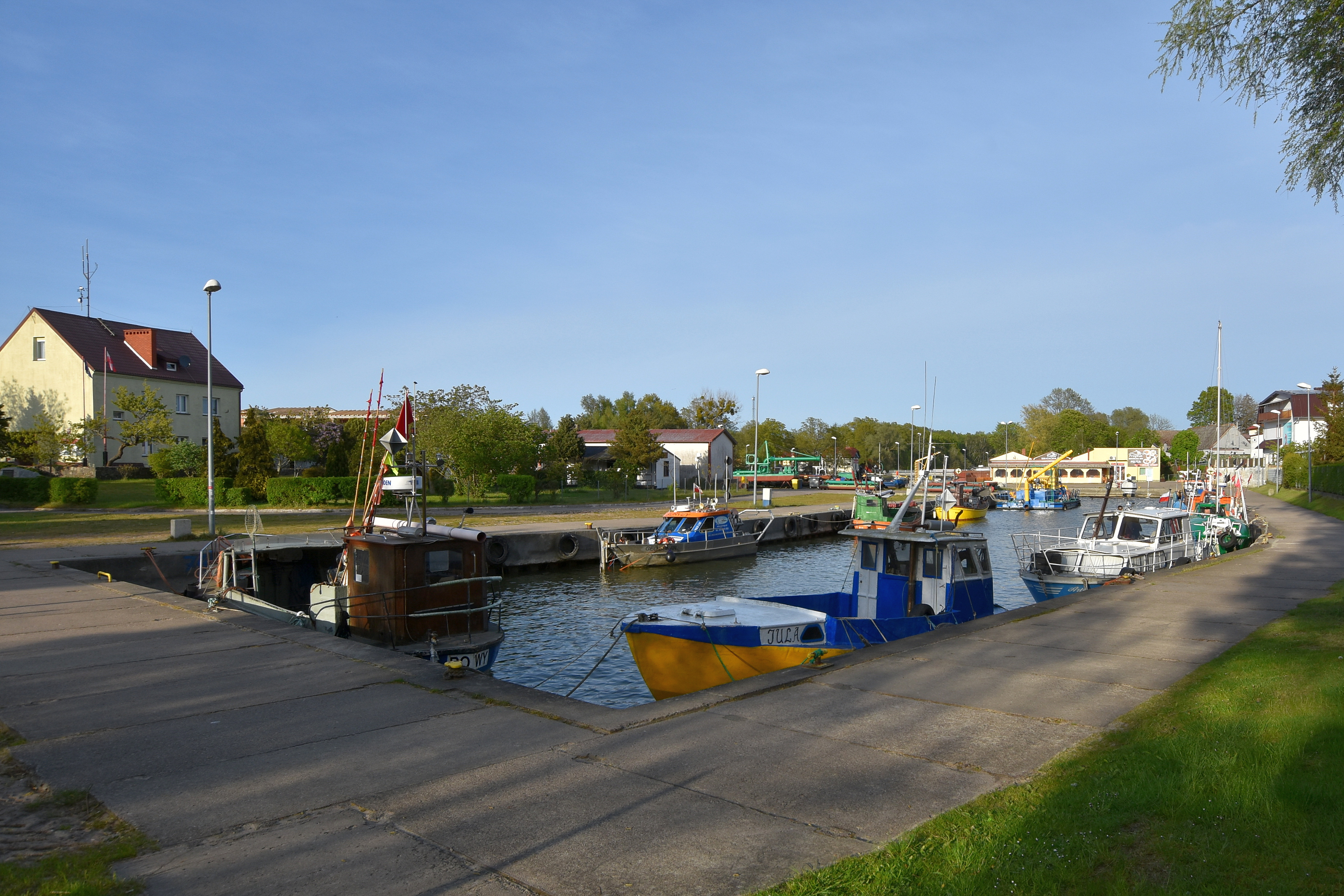
Port rybacki

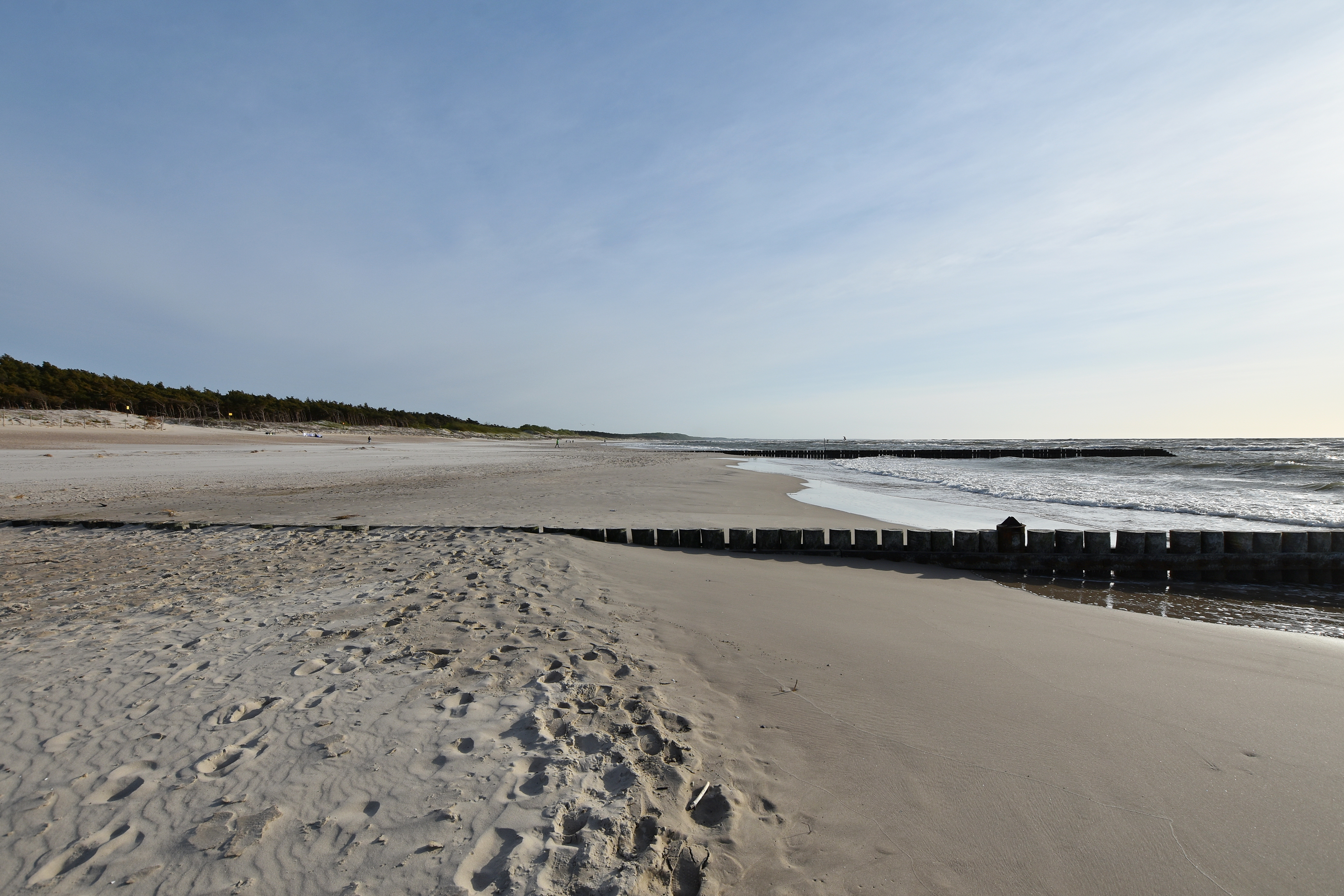
Plaża w Rowach

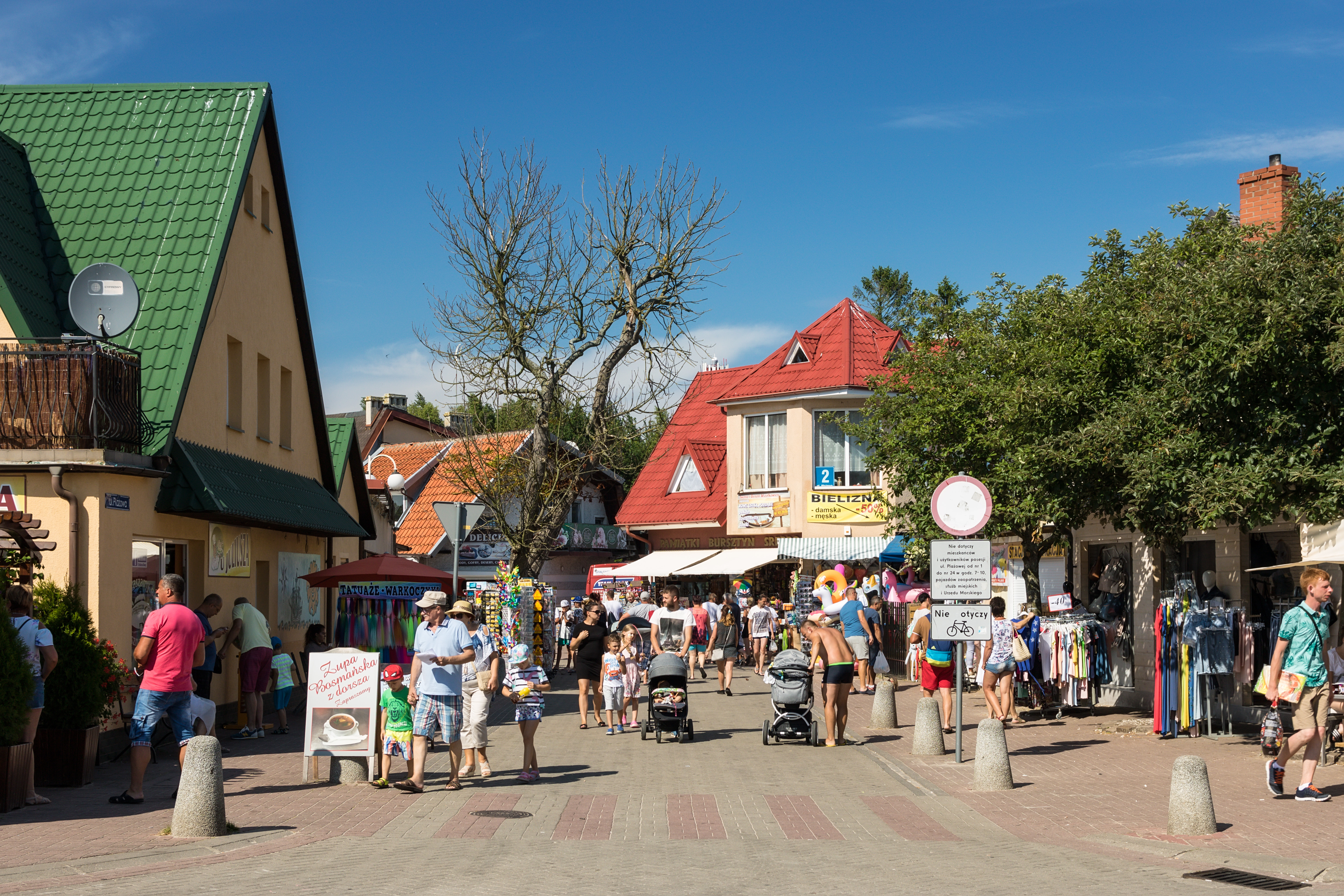
Ulica Plażowa

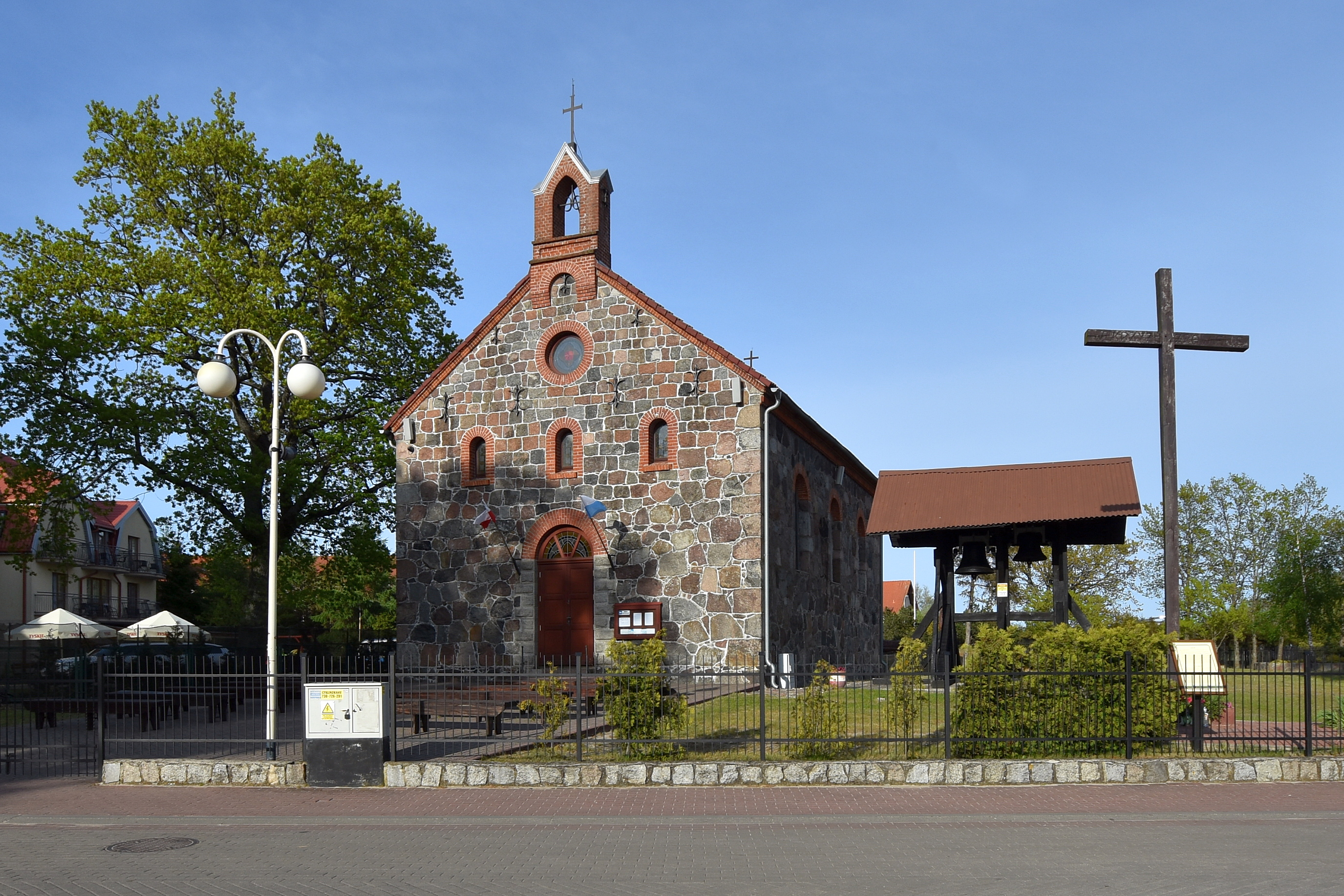
Neoromański kościół z 1849 roku

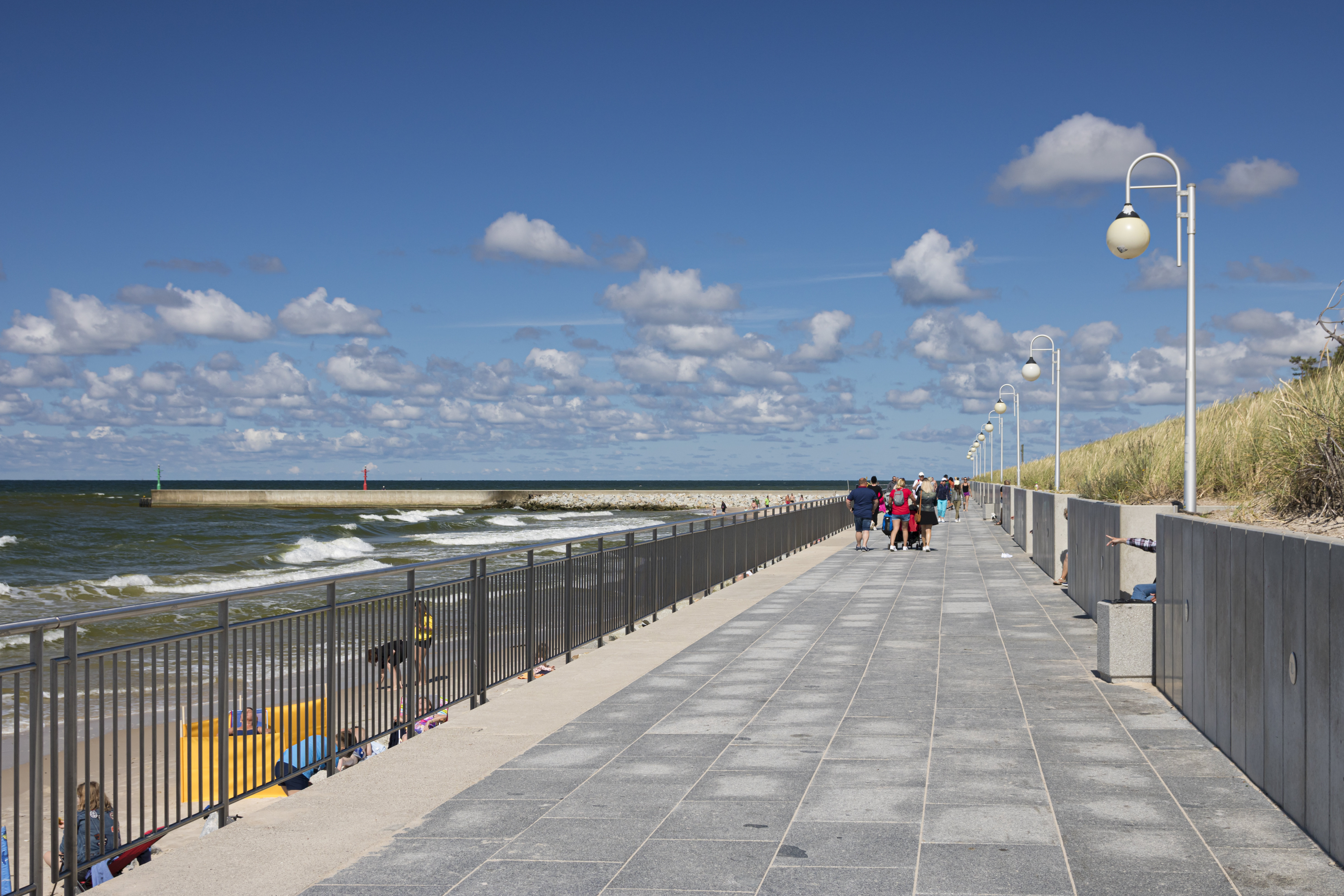
Promenada w Rowach

Rowy (kaszb. Rów lub Rowë, niem. Rowe) – nadmorska wieś letniskowa w północnej Polsce, w województwie pomorskim, w powiecie słupskim, w gminie Ustka.  Leży na Wybrzeżu Słowińskim na zachód od jeziora Gardno, u ujścia rzeki Łupawy. 
Wieś jest siedzibą sołectwa Rowy. W miejscowości znajduje się mały port rybacki.
Według danych z 31 grudnia 2021 miejscowość liczyła 375 mieszkańców.

## Geografia
Na zachód od Rowów występuje wybrzeże klifowe, a na wschód ruchome wydmy Słowińskiego Parku Narodowego, rozciągającego się na wschód od miejscowości. 
Zachodnia część miejscowości (od ul. Bałtyckiej) została objęta obszarem chronionego krajobrazu "Pas Pobrzeża na Wschód od Ustki".

### Części wsi
| SIMC    | Nazwa | Rodzaj    |
| ------- | ----- | --------- |
| 0752349 | Rówek | część wsi |

## Nazwa
Nazwa jest wzmiankowana po raz pierwszy w 1282 i ma pochodzenie słowiańskie. Wywodzi się od rzeczownika pospolitego rów w znaczeniu „jar, podłużna dolina” lub „głębia na morzu”. W lokalnych gwarach słowińskich została odnotowana w wariantach Rö́u, Rö́uv, Rö́uw, Ròw. Nazwa niemiecka jest adaptacją fonetyczną nazwy słowiańskiej. Współczesna forma mnoga Rowy jest wynikiem interpretacji nazwy niemieckiej jako mnogiej przez Komisję Ustalania Nazw Miejscowości.
Rada Języka Kaszubskiego proponuje opartą na polskiej kaszubską formę nazwy Rowë.

## Historia
Tereny na których leżą Rowy wchodziły w skład Polski od czasów Mieszka I do XIII w. Pod względem kościelnym obejmowało je biskupstwo w Kołobrzegu założone w roku 1000 przez Bolesława Chrobrego. Pierwsze wzmianki o Rowach pochodzą z 1282 roku, a znaleziska archeologiczne dowodzą, że wieś była zamieszkana już w okresie prehistorycznym. W XIV wieku wybudowano w Rowach pierwszy kościół, wieś zamieszkiwała wyłącznie ludność słowińska, w 1799 roku ostatni raz wygłoszono kazanie w języku słowińskim. Z Rowów pochodzi rodzina niemieckich hrabiów Yorck von Wartenburg.
W 1947 roku ustalono urzędowo nazwę Rowy. Od 10 do 24 września 2000 r. w Rowach odbyły się mistrzostwa świata seniorów w szachach. W latach 1975–1998 miejscowość położona była w województwie słupskim.

## Zabytki
- kościół pw. Apostołów Piotra i Pawła w stylu neoromańskim z granitowego kamienia zbudowany jako kościół protestancki w latach 1844–1849[16][17]. Budowla znajduje się w rejestrze konserwatorskim[18]. Po II wojnie światowej przekazany kościołowi rzymsko-katolickiemu.
- Wzgórze cmentarne  pełniące do lat 50. XX w. funkcje cmentarza, który jednak  po zmianach które nastąpiły po II wojnie światowej został zlikwidowany. Do tej pory istnieją jeszcze nieliczne pozostałości po starym cmentarzu w Rowach. Na cmentarzu oprócz mieszkańców chowani byli także polegli marynarze ze statków rozbitych w okolicach Rowów i Dębiny, wielu narodowości, m.in. Szwedów, Holendrów, Francuzów, a nawet Arabów. Według zapisów w rowieńskiej kronice kościelnej, w latach 1796–1936 w pobliżu Rowów rozbiło się co najmniej 25 żaglowców i statków[19].
- Pozostałości gródka, na którym w średniowieczu wznosiła się rezydencja rycerska typu motte w postaci wieży otoczonej wałem i fosą. Gródek znajduje się na końcu wschodniej części ulicy Spokojnej nad Jeziorem Gardno.

## Turystyka
Miejscowość turystyczna (dawniej osada rybacka) położona między Łebą a Ustką wśród lasów sosnowych. Nad morzem wyznaczone zostały 2 letnie kąpieliska. Kąpielisko Rowy Zachód ma łączną długość linii brzegowej 400 metrów i 4 zejścia na plażę, natomiast kąpielisko Rowy Wschód ma łączną długość linii brzegowej 200 m i 1 zejście na plażę. W 2011 r. kąpielisko Rowy Wschód spełniało wytyczne wymogi jakościowe dla wody w kąpielisku Dyrektywy Unii Europejskiej 76/160/EEC, a kąpielisko Rowy Zachód spełniało obowiązkowe wymogi (woda nie miała jednak parametrów wytycznych).
Co roku w lipcu w miejscowości organizowany jest Bieg 10 mil „Szlakiem Zwiniętych Torów”.

## Transport
W sezonie do miejscowości można się dostać licznymi autobusami ze Słupska, Ustki oraz Kluk.
Od 1 lipca do 31 sierpnia kursują autobusy dalekobieżne.
Poza sezonem można dotrzeć codziennie autobusem ze Słupska a w dni robocze również z Ustki oraz Objazdy.